# Productiemogelijkhedencurve

Een voorbeeld van een productiemogelijk-hedencurve, waar de productie van boter en geweren tegen elkaar wordt afgezet: de punten B, C en D zijn alle drie productie-efficiënt, dit in tegenstelling tot een economie in punt A. Deze zou niet productie-efficiënt zijn

Een productiemogelijkhedengrens (PMG), ook wel productiemogelijkhedencurve of  product transformatiecurve, is een grafiek die de productieratio's vergelijkt van twee goederen waarvoor in het productieproces dezelfde productiefactor wordt gebruikt. De PMG-curve geeft de grens aan van de productieverzameling, het maximaal gespecificeerde productieniveau van een product in relatie tot het productieniveau van het andere product. Zo definieert de PMG de productie-efficiëntie. Zowel een tijdsperiode als ook de gebruikte productietechnologie worden als gegeven beschouwd. De vergeleken commodity kan zowel een goed als een dienst zijn.